# بووان چاندرا خاندوری
بووان چاندرا خاندوری (انگلیسی: B. C. Khanduri؛ زادهٔ ۱ اکتبر ۱۹۳۴) سیاست‌مدار اهل هند است.